# 5113 Коно
5113 Коно (5113 Kohno) — астероїд головного поясу, відкритий 19 січня 1988 року.
Тіссеранів параметр щодо Юпітера — 3,140.